# Małgorzata Sobańska
Małgorzata Sobańska (* 25. April 1969 in Posen) ist eine polnische Langstreckenläuferin, die sich auf den Marathon spezialisiert hat.

## Werdegang
Beim Marathon der Leichtathletik-Weltmeisterschaften 1995 in Göteborg wurde Sobańska Vierte. Zuvor in diesem Jahr hatte sie bereits den London-Marathon gewonnen. Bei den Olympischen Spielen 1996 in Atlanta wurde sie Elfte. 1998 siegte sie beim Köln-Marathon, und 1999 wurde sie Dritte beim Nagano- und Vierte beim Berlin-Marathon. 2001 wurde Małgorzata Sobańska Zweite beim Boston-Marathon und stellte als Vierte des Chicago-Marathons mit 2:26:08 den aktuellen polnischen Rekord auf. Bei den Olympischen Spielen 2004 in Athen belegte sie den 17. Platz. 2005 wurde sie Zweite beim Hamburg-Marathon, 2006 gewann sie den Vancouver- und den Toronto Waterfront Marathon. 
2007 belegte Sobańska jeweils den zweiten Platz beim Prag-Marathon, dem Toronto Waterfront Marathon und dem Istanbul-Marathon.
2008 verbesserte Małgorzata Sobańska beim Warschau-Marathon den Streckenrekord auf 2:31:20.